# Apotinocerus brevistylatus
Apotinocerus brevistylatus là một loài ruồi trong họ Asilidae. Apotinocerus brevistylatus được Wulp miêu tả năm 1882. Loài này phân bố ở vùng Tân nhiệt đới.